# ヨハン・ヴィルヘルム (ザクセン＝アイゼナハ公)

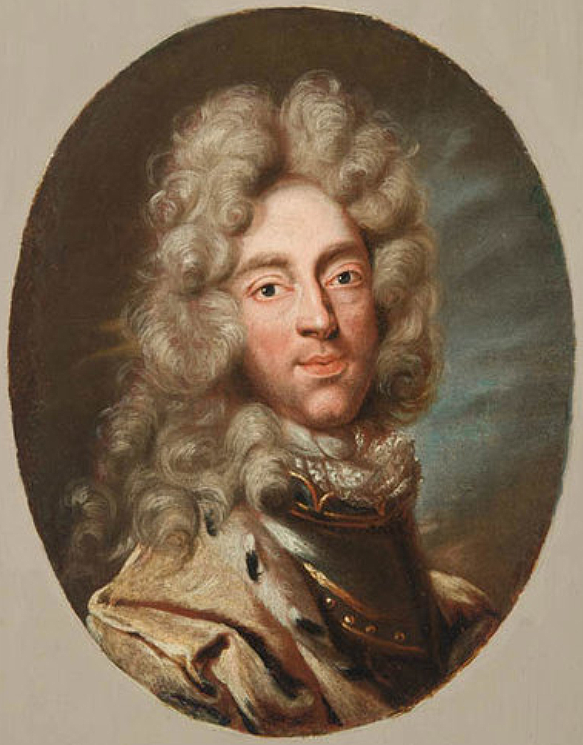
ヨハン・ヴィルヘルム、1700年の版画

ヨハン・ヴィルヘルム（Johann Wilhelm von Sachsen-Eisenach, 1666年10月17日 - 1729年1月14日）は、ドイツ・テューリンゲン地方の諸侯の1人。ザクセン＝アイゼナハ公爵（在位：1698年 - 1729年）。

## 生涯
ヨハン・ゲオルク1世とその妻でアルテンキルヒェンの女領主であるヨハネッテ・ツー・ザイン＝ヴィトゲンシュタイン＝ザイン（1632年 - 1701年）の間に第4子、三男として生まれた。1685年に両親の取り計らいにより、兄ヨハン・ゲオルク2世がアイゼナハ公爵領を相続するのに対し、ヨハン・ヴィルヘルムにも王侯としての生活が保障されるべく、母からザイン＝アルテンキルヒェン伯爵領を受け継ぐことになった。
ヨハン・ゲオルク2世が1698年に子供のないまま死ぬと、公爵領を継承した。文化人気質で、ゲオルク・フィリップ・テレマンらの音楽家を宮廷の聖楽隊に参加させている。

## 子女
生涯に4度結婚し、合わせて12人の子女をもうけている。
1690年11月28日にナッサウ＝ディーツ侯ウィレム・フレデリックの娘アマーリア（1655年 - 1695年）と結婚し、間に1男1女をもうけた。
- ヴィルヘルム・ハインリヒ（1691年 - 1741年） - ザクセン＝アイゼナハ公、1723年ブランデンブルク侯子アルブレヒトの娘アンナ・ゾフィアと結婚
- アルベルティーネ・ヨハネッタ（1693年 - 1700年）

1697年2月27日にバーデン＝ドゥルラハ公子カール・グスタフ（バーデン＝ドゥルラハ辺境伯フリードリヒ6世の息子）の娘クリスティーネ・ユリアーネ（1678年 - 1707年）と再婚し、7人の子女をもうけた。
- ヨハネッテ・アントイネッテ・ユリアーネ（1698年 - 1726年） - 1721年、ザクセン＝ヴァイセンフェルス公ヨハン・アドルフ2世と結婚
- カロリーネ・クリスティーネ（1699年 - 1743年） - 1725年、ヘッセン＝フィリップスタール方伯カール1世と結婚
- アントン・グスタフ（1700年 - 1710年）
- シャルロッテ・ヴィルヘルミーネ・ユリアーネ（1703年 - 1774年）
- ヨハネッタ・ヴィルヘルミーネ・ユリアーネ（1704年 - 1705年）
- カール・ヴィルヘルム（1706年）
- カール・アウグスト（1707年 - 1711年）

1708年7月28日にザクセン＝ヴァイセンフェルス公ヨハン・アドルフ1世の娘マグダレーネ・ジビッレ（1673年 - 1726年）と3度目の結婚をし、間に1男2女をもうけた。
- ヨハンナ・マグダレーネ・ジビッレ（1710年 - 1711年）
- クリスティアーネ・ヴィルヘルミーネ（1711年 - 1740年） - 1734年、ナッサウ＝ウージンゲン侯カールと結婚
- ヨハン・ヴィルヘルム（1713年）

1727年5月29日にライニンゲン＝ダークスブルク＝ファルケンブルク＝ハイデスハイム伯ヨハン・カールの娘マリー・クリスティーネ・フェリーツィタス（1692年 - 1743年）と4度目の結婚をしたが、間に子供をもうけることなく死別した。